# ㅑ
ㅑ là một nguyên âm của tiếng Triều Tiên. Unicode của ㅑ là U+3151. Khi chuyển tự Hangeul sang Romaja nó tương ứng với cặp chữ "YA".